# Oligostachyum
Oligostachyum és un gènere de bambús de la família de les poàcies, ordre de les poals, subclasse de les commelínides, classe de les liliòpsides, divisió dels magnoliofitins.

## Taxonomia
- Oligostachyum breviligulatum
- Oligostachyum oedogonatum
- Oligostachyum lubricum
- Oligostachyum paniculatum
- Oligostachyum scabriflorum
- Oligostachyum scopulum
- Oligostachyum shiuyingianum
- Oligostachyum sulcatum